# Juan Ramón Quintana
Juan Ramón Quintana Taborga (Aiquile, Bolivia, 3 de diciembre de 1959) es un militar, sociólogo y político boliviano que ocupó el alto cargo de Ministro de la Presidencia de Bolivia en tres ocasiones por un lapso de tiempo de nueve años y nueve meses siendo la primera vez desde el 23 de enero de 2006 hasta el 23 de enero de 2010, la segunda vez desde el 23 de enero de 2012 hasta el 23 de enero de 2017 y finalmente la última vez desde el 23 de enero de 2019 hasta el 10 de noviembre de 2019 durante el primer, segundo y tercer gobierno del presidente Evo Morales Ayma. Así mismo, Quintana ocupó también un cargo diplomático como embajador de Bolivia en Cuba desde el 22 de mayo de 2017 hasta el 23 de enero de 2019.
Después de Álvaro García Linera, Quintana fue considerado junto a Carlos Romero Bonifaz como uno de los personajes más fuertes dentro del movimiento político MAS, a tal punto que muchos sectores afines a Morales pidieron el retorno de Quintana al gabinete ministerial como refuerzo para la campaña electoral. Ha sido caracterizado por su ex-colaborador, Wilson García como: "un hombre … muy astuto, un estratega formado en la Escuela de las Américas, un militar bastante avezado … experto en tareas de infiltración, contrainteligencia y tareas de propaganda".

## Biografía

### Primeros años
Juan Ramón Quintana nació el 3 de diciembre de 1959 en la localidad de Aiquile en el Departamento de Cochabamba. Comenzó sus estudios escolares en 1965, saliendo bachiller en 1976 en su localidad natal. Poco tiempo después, tomo la decisión adoptar la carrera de las armas y se trasladó a vivir a la ciudad de La Paz para continuar con sus estudios profesionales pues cabe mencionar que en 1977 Juan Ramón Quintana logró ingresar al Colegio Militar del Ejército (COLMIL), en donde permaneció como cadete, egresando ya el año 1980 con el grado de subteniente de ejército.

### Carrera militar (1980-1997)
Juna Ramón Quintana comenzó su carrera militar el año 1980 con el grado de subteniente y en 1985 ascendió al grado de teniente logrando ese mismo año ingresar también a estudiar en la carrera de sociología de la Universidad Mayor de San Andrés (UMSA), de donde se graduaría años después, como licenciado en Sociología el año 1992.
Cabe mencionar que en 1988, y aún con el rango de teniente, Juan Ramón Quintana asistió a la famosa y temible Escuela de las Américas de los Estados Unidos lugar donde aprendió técnicas y estrategias para infiltrar, penetrar, cooptar y destruir movimientos contrarios a la política defendida. A su retorno a Bolivia, Juan Ramon Quintana ascendió el 1990 al grado de capitán.
Entre los años 1995 realizó una maestría en Filosofía y en 1997 realizó una maestría en Ciencias Políticas, llegó a ser investigador además de becario del IEFA (Instituto Francés de Estudios Andinos)[cita requerida], CLACSO (Consejo Latinoamericano de Ciencias Sociales) y el PIEB (Programa de Investigación Estratégica en Bolivia).
El año 1996 asciende al grado de mayor. Pero ese mismo año, Quintana decide retirarse definitivamente del Ejército de Bolivia. Aunque todavía se desconoce las verdaderas causas y los motivos que llevaron a Juan Ramón Quintana a retirarse del ejército, pero en unas breves declaraciones, Quintana señalaba que nunca estuvo de acuerdo con la corrupción que existía dentro de las Fuerzas Armadas durante aquella época y es por eso que decidió alejarse del ejército. 
Por otro lado, el presidente del Centro de Diplomados en Altos Estudios Nacionales (Cdaen) de Santa Cruz, Jorge Santiestevan afirmó sobre Quintana: “Habría que preguntarle dónde estaba destinado cuando vinieron los demás golpes de Estado en el país. No vale la pena discutir sobre lo que entiende por democracia porque no la practica y por tanto no la va a entender. Cómo se nota que esta tan mal la política en el país, ya que un sujeto que no rindió en nuestra institución militar, ahora es considerado el gran estratega político y el único pensante, realmente estamos mal”. También se ha llegado a constatar que Quintana fue entrenado en Estados Unidos, al menos en 3 ocasiones.

### Vida civil
Ya como civil, desde 1999 hasta el año 2002, Quintana trabajó como asesor del Ministerio de Defensa durante el segundo gobierno del presidente Hugo Banzer Suárez, ocupando el cargo de jefe de la unidad de análisis de políticas de defensa de dicho ministerio[cita requerida].
Es autor de varios libros y numerosos artículos. Fue investigador del Programa de Investigaciones Estratégicas en Bolivia, PIEB. Entre 1995 y 1996 estuvo con la investigación Soldados y Ciudadanos en sus derechos humanos. El Servicio Militar en Bolivia; y entre 2002 – 2003 con la investigación Policía y democracia en Bolivia: Una agenda institucional pendiente, Programa de Investigación Estratégica en Bolivia la cual fue trabajada con varias amistades como Daniel Atahuichi Quispe, quien seria su empleado por más de 10 años, Rosario Pérez Ponce; y su secretario -hasta 2016-, René Pucho Alejo.
Importante destacar que Quintana fundó junto a su esposa el Observatorio de Democracia y Seguridad (ODyS) en 2005, centro localizado el barrio de Sopocachi, Pedro Salazar 537, que se convertiría en un depósito de bibliografía político-militar Archivado el 25 de diciembre de 2019 en Wayback Machine., documentos de inteligencia y centro de reuniones para la conexión cubana-boliviana, el nombre del observatorio cambio por el de "Fundación para el Apoyo al Desarrollo Democrático", el cual esta manejado por Loreta Telleria Escobar.  
Entre los datos que revelan algunos detalles de la vida de Juan Ramón Quintana están la carta del exmilitar Ismael Schabib Montero, "Usted Juan Ramón Quintana", la Carta del difunto exministro de Hugo Banzer, Fernando Kieffer y el analista internacional Douglas Farah, quien lo ha vinculado amplia y documentadamente a Quintana con el "crimen organizado".

## Vida Política

### Ministro de la Presidencia (2006-2010)
Fue ministro de la Presidencia entre los años 2006 y 2009. Es reconocido por muchos sectores simpatizantes al MAS por su capacidad de coordinación y su determinación en defender la soberanía nacional boliviana a partir de una visión progresista del Estado. Entre sus viejos aliados regionales en el Oriente boliviano se encontraban: Jessica Jordan, excandidata a gobernadora en Beni; Álex Ferrier, exgobernador del Beni[cita requerida]; Rafael Bandeira, exgobernador en Pando; Luis Flores y la empresaria beniana, Eva Humerez; Andrés Salari, propagandista y documentalista del MAS hasta 2018, Gabriela Reyes Rodas (cercana asesora de Hugo Moldiz en temas relacionados con narcotráfico). También es destacable que de ese periodo de tiempo hayan surgido acusaciones, en las cuales se vincula a Quintana con el narcotráfico, esto debido a sus vínculos con la narcotraficante, Mayerling Castedo.
Entre 2010 y 2011, fue nombrado Director Ejecutivo de la Agencia para el Desarrollo de las Macro-Regiones y Zonas Fronterizas (ADEMAF), cuyo principal logro fue delinear estrategias y mecanismos para el desarrollo integral en fronteras; ejecutar programas y proyectos destinados a promover el desarrollo de las zonas fronterizas, además de contribuir al trabajo de las instituciones públicas con presencia en estas áreas para impulsar su desarrollo, producto de su presencia temporal en ADEMAF, Quintana elaboró conjuntamente a su asesor, Daniel Atahuichi, el libro: "Estudios Fronterizos Bolivia", en que elaboró su visión fronteriza para Bolivia.
Importante destacar que, según el entonces diputado de Convergencia Nacional, Moisés Salces, que Quintana:  "a título de hacer gestiones y algunas obras, los tiene a todos los alcaldes de la Chiquitania como se dice en el bolsillo, (...)". Esa afirmación de ser completamente cierta podría explicar por qué las autoridades en la Chiquitania no denunciaron los constantes chaqueos y el posterior desastre de 2019.
De la primera gestión de Quintana en Presidencia, el ex senador y ex masista Santos Ramírez ha apuntado en 2020 que la muerte del empresario tarijeño Jorge O’Connor en enero de 2009 fue gestado y autorizado por Álvaro García Linera y el propio Quintana, ambos habrían planificado un complot contra Santos Ramírez para eliminar su figura potencial al frente del MAS, a través de un caso de corrupción -el más grande de corrupción en YPFB - que sentaría las bases del poder que compartieron el ex vicepresidente, y el ex ministro de la presidencia.

### Ministro de la Presidencia (2012-2017)
Desde el año 2012 hasta 2017, ejerció nuevamente, el cargo de Ministro de la Presidencia, trabajando bajo la premisa de: “seguir impulsando el proceso de cambio con la misma mística compromiso y humildad para servir a nuestras y nuestros compatriotas de todo el país, trabajamos en la profundización del proceso de transformación con más participación ciudadana”. De la mano de asesores políticos anti-estadounidenses como: Daniel Atahuichi Quispe (analista económico), Nicolás Laguna Quiroga (exdirector de AGETIC y acusado por fraude), Jessica Goretti Suárez Mamani, Amalia Pando (ex colaboradora y productora de Bolivia TV), María Justina Palacios Arce (coordinación logística y económica, en investigación), José Hugo Moldiz Mercado (miembro del lobby cubano), Gary A. Medrano Villamor (exdirector de la ANH y coordinador de campaña de Quintana), Helena Argirakis (directora académica de la Escuela Antiimperialista), Florencia Tonconi Mamani (apoderada para cobro de cheques), Axel Arias J. (escritor antiimperialista y profesor de la Escuela Anti-Imperial), Rolando Sánchez Serrano (exdirector de la Unidad de Proyectos Especiales (UPRE), Lucy Cruz (exvocal, y coorganizadora del presunto fraude electoral 2019), Edith C. A., entre otros. Desarrolló una intensa campaña de producción y organización de políticas denominadas "anti-imperialistas" como la 'Escuela de Comando Anti-Imperialista Juan José Torres' dirigida entonces por Helena Argirakis, así como el desarrollo de textos e investigaciones en inteligencia sobre el gobierno estadounidense.
Uno de los mayores escándalos en los que la carrera política de Quintana estuvo comprometida, fue la del Caso Zapata, por el cual el exministro habría tenido relaciones sentimentales con la expareja de Morales, y mediante las cuales habría fomentado los grados de poder que tenía Gabriela Zapata en Bolivia, es más, según el periodista Wilson García Mérida, Quintana tenía tratos con Gabriela Zapata para lavado de dinero proveniente del narcotráfico realizado en el Beni. Aquella infidelidad, los chats de conversación filtrados y la lluvia de críticas y burlas sobre la familia de Quintana habrían fracturado su relación personal con su esposa y habrían debilitado su liderazgo político, razón por la cual más adelante Quintana es cambiado -llegando incluso a sugerir el nombre de su reemplazante- para irse en misión diplomática a Cuba. Un detalle pormenorizado del caso "Zapata" y el rol de Quintana así como las controversias, fueron desarrolladas en el libro "Santa Zapata" del periodista cruceño, Carlos Valverde".
Respecto a la gestión de Quintana en Presidencia, Wilson García Mérida va más allá: llegó a afirmar que Quintana logró un equilibro entre los narcotraficantes “cholos” de Cochabamba y los narcotraficantes benianos del Oriente, además de que el programa “Evo Cumple” era un lavadero de dinero proveniente el narcotráfico, todo bajo la supervisión de Quintana dentro de su ex-ministerio.
Así, en enero de 2017 fue sustituido por abogado chuquisaqueño René Martínez Callahuanca, exdirector de Recursos Hídricos del Silala.

### Persecución a periodista
En 2016, después del referéndum constitucional del 19F, Quintana entabló un juicio penal contra el periodista Wilson García Mérida, acusándolo de supuestos delitos de "sedición". García Mérida fue durante más de 20 año amigo personal de Quintana, trabajaron juntos en la incorporación del departamento de Pando al Proceso de Cambio. Severas discrepancias respecto al manejo de la información —entre el periodista que postulaba la Autonomía Informativa en el ejericio del periodismo y el ex militar que propugnaba una prensa como instrumento de propaganda política—, causaron una irreconciliable ruptura entre ambos. El 10 de mayo de 2016, Día del Periodista en Bolivia, García Mérida se declaró en la clandestinidad.
Posteriormente, el periodista se refugió en Brasil, "para preservar mi vida y mi libertad", dijo, denunciando que Quintana pretendía forzar su encarcelamiento que ponía en riesgo su integridad física. El Ministro no hizo declaración pública para explicar los motivos legales de su querella contra el periodista.
Durante su exilio en Brasil, García Mérida recibió respaldo de organizaciones internacionales que defienden la libertad de prensa. Reporteros sin Fronteras denunció que el juicio por sedición violaba la Ley de Imprenta boliviana, y que las acusaciones del Ministro se basaban en varios artículos de investigación periodística publicados por García Mérida; y si el funcionario se sentía injuriado por tales denuncias, correpondía el procesamiento en la jurisdicción de los Jurados de Imprenta y no en juzgados ordinarios.

### Embajador de Bolivia en Cuba (2017-2019)
El 22 de mayo de 2017, Morales designó a Juan Ramón Quintana en el cargo de embajador de Bolivia en Cuba, en reemplazo del exembajador Palmiro Soria, quien fuera además exdelegado de Morales y excoordinador de Quintana en Riberalta, Beni.
Según declaraciones infidencias de Sergio Fernandez Ruelas, fuentes internas de la Cancillería boliviana y el libro de investigación “Chávez o Espectro” del académico brasileño, Leonardo Coutinho, en el testimonio del ex-mayor de la FAB, Marco Antonio Rocha ante la DEA norteamericana, se habría coordinado desde Bolivia el envío de maletas diplomáticas desde las embajadas de Venezuela y Cuba en La Paz con un aproximado de 500 kilos de droga a través de la “Ruta del Alba”, operativo que fue coordinado en su totalidad por Juan Ramón Quintana desde hace mucho tiempo antes de que asumiera el cargo hacia Cuba, siendo su tarea principal, la de estrechar los nexos del narcotráfico boliviano con el venezolano y el cubano, razón por la cual Quintana estuvo rodeado de personal de confianza en un punto tan estratégico como fue la embajada boliviana en La Habana, no es la primera vez que se vincula a Quintana con el narcotráfico, pero si una de las primeras donde se involucra directamente a diplomáticos y militares cubanos y venezolanos. 
Quintana estuvo casi 2 años en el país caribeño, pero tuvo que retornar nuevamente a Bolivia en 2019 debido a que el presidente Evo Morales Ayma lo llamó para que ocupara otra vez el cargo de ministro de la presidencia de Bolivia y encargarse de la estrategia para elecciones, en el ínterin en Cuba se establecieron los nexos para la cooperación cubana tanto en ámbito militar, inteligencia, así como en salud. Para ello fue importante la colaboración de la Primera Secretaria,  (control de propaganda y quien más tarde revelaria datos sobre Quintana a grupos opositores[cita requerida]); Cónsul Jessica Mamani y la Ministra Consejera Alidson Gómez Agostopa (hija del ex-ministro del trabajo, Milton Gómez M.) para coordinación con médicos y súbditos cubanos -según fuentes internas del Ministerio de Relaciones Exteriores-. La coordinación de Quintana con Cuba ha producido suspicacias en Bolivia, debido a los graves hechos acaecidos a mediados de noviembre  de 2019 en La Paz, cuando estallaron protestas sociales y conflictos de terrorismo, situación en la que fueron aprendidos súbditos cubanos con posesión de grandes cantidades de dinero para financiamiento del terror, razón por la que tuvieron que retirarse del país. El reemplazo de Quintana en el cargo de embajadora fue la 'graduada en medicina' y cochabambina, Ariana Campero Nava quien también fue Ministra de Salud de Bolivia desde 2015 hasta 2018.

### Ministro de la Presidencia (enero-noviembre 2019)
El 23 de enero de 2019, Juan Ramón Quintana volvió -con anécdota de por medio - nuevamente al gabinete ministerial de Morales, quien lo posesionó como ministro de la presidencia en reemplazo de Alfredo Rada. De hecho, el periodista de investigación Wilson García afirmó que Quintana figuró en todos los procesos electorales como jefe de campaña, justamente porque Quintana manejaba los fondos económicos, supuestamente originados en la "extorsión de empresarios y narcotraficantes".
Algunos medios lo han catalogado como responsable de la creación de sitios de difusión de información pro gubernamental como:  www.primeralinea.info (creada por Dennis Miranda Lozano[cita requerida]), lugares donde aparecen sus artículos -y también de su esposa -  o artículos en referencia a su gestión política, estas páginas habrían sido creadas en "La casita" lugar que fue vinculado con una organización de "guerreros digitales" del MAS dirigidos por Oscar Silva Flores, este lugar estaría bajo investigación por la forma corrompida de su adquisición y por haber sido uno de los centros que impulsaron el fraude electoral de 2019 en Bolivia.
Debido a la carga ideológica del gobierno del MAS, Quintana creó grupos Antiimperialistas, los cuales habría desarrollado una campaña de contra-información y desinformación, entre sus miembros: Raúl Reyes Zarate, el literato Alfonso Murillo Patiño (también conocido como: Eliseo Cabral) y el politólogo Axel Arias Jordán, quienes habría dirigido un grupo de docentes anti-imperialistas[cita requerida] junto a la politóloga del MAS, Helena Argirakis en Santa Cruz para formación de cuadros políticos simpatizantes al MAS dentro de los mandos militares que requerían el curso para ascenso de tenientes efectivos a capitanes y sargentos.
También llegó a impulsar la publicación de panfletos de propaganda política junto al exdirector de la Escuela de Gestión Pública de Bolivia (EGPP) Iván Iporre Salguero, como fueron: "El Dedo en la Llaga" del miembro de la inteligencia castrista, el cubano Hassan Pérez Casabona; "América Latina en el proyecto de dominación de Estados Unidos. Pautas y perspectivas en el siglo XXI" coescrito junto a su esposa Loreta Telleria y los cubanos Esteban Morales D., Luis Suárez Salazar, Jorge Hernández M., y Yasmín Bárbara Vásquez O; y "¡Renuncio! Biografía no autorizada de Carlos Mesa Gisbert" de Frida Zamudio.

## Controversias
El 26 de noviembre de 2019 La Fiscalía de Bolivia emitió una orden de aprehensión contra el exministro de la Presidencia, a quien se le acusa por los delitos de sedición, instigación pública a delinquir, crímenes de lesa humanidad, desvío de dinero para compra de medios a través de la UPRE y financiamiento del terrorismo. Esto en razón a su afirmación ante la cadena rusa de noticias Sputnik: "Bolivia se va a convertir en un gran campo de batalla, un Vietnam moderno porque aquí las organizaciones sociales han encontrado un horizonte para reafirmar su autonomía, soberanía, identidad"., debido a los procesos judiciales iniciados contra Quintana, terminó por refugiarse en la residencia de la Embajada de México en la zona de la Rinconada, de acuerdo a Hugo Moldiz -también refugiado- fue Daniel Martínez, del equipo internacional y asesor del Partido del Trabajo (PT) de México quien solicitó que se refugiaran -con Quintana- en la "residencia" lo que demostraría una posible injerencia de coordinación desde un súbdito extranjero en asuntos bolivianos. También ha surgido información sobre una posible conexión entre Quintana y la exgerente de la Editorial del Estado Amanda Dávila, quien habría realizado varios trabajos de impresión para campaña política bajo órdenes de Quintana a través del Jefe de Gabinete de Quintana, Max Javier Eguivar Estrada (quien tambien habría cordinado con extranjeros el presunto fraude electoral 2019), así también en medio de la convulsión de noviembre Quintana sostuvo comunicación constante y fluida con la ex-secretaria de Evo Morales, Patricia Hermosa.
La comunidad de Ponchos Rojos en Bolivia habría buscado la expulsión de Quintana de la residencia mexicana para afrontar la justicia, se intentó un operativo, aun en investigación, para la liberación o extracción de Quintana; llevado a cargo por presuntos oficiales del GEO español, el viernes 27 de diciembre a las 8:00 a.m. hora boliviana, un grupo de cuatro encapuchados, la ministra consejera y la cónsul de la embajada española intentaron ingresar a la residencia de la embajadora de México, al ver cerrado el paso por agentes policiales y civiles, deciden huir raudamente, provocando un escándalo diplomático.
El 6 de enero de 2020, el nuevo director general del nuevo Fondo de Desarrollo Indígena (FDI)  Rafael Quispe (ex diputado suplente), presentó una denuncia penal ante el Ministerio Público de Bolivia contra el exministro de la presidencia Juan Ramón Quintana por haber cometido los graves delitos de daño económico al Estado boliviano, incumplimiento de deberes, conducta anti-económica, enriquecimiento ilícito y otros delitos más, esto dentro del marco de las investigaciones del millonario desfalco del antiguo Fondo Indígena Originario Campesino (Fondioc). Junto a Juan Ramón Quintana, Rafael Quispe anunció que se encuentran también denunciados por los mismos delitos el exministro de economía Luis Arce Catacora y el exministro de gobierno Carlos Romero Bonifaz.
El 7 de enero de 2020 el gobierno transitorio de Bolivia, aprehende una persona allegada al exministro Quintana en el aeropuerto de El Alto en posesión de 100.000 dólares, en el interrogatorio está persona declaró que el dinero tenía como destino la Argentina, presuntamente para la campaña política del refugiado político en ese país, Evo Morales. La Fiscalía inició una investigación e intervino PDVSA (Petróleos de Venezuela S.A). El gobierno de Bolivia afirmó que hay una financiación al terrorismo de parte de Nicolás Maduro desde Venezuela en apoyo a su aliado ideológico Morales.
Posteriormente al refugio de Quintana en la residencia de México, la ex-coautora del libro de Quintana "Un siglo de intervención de EE.UU. en Bolivia", Florencia Tonconi Mamani fue arrestada e imputada por presunto "financiamiento al terrorismo", en razón de haber cobrado el sueldo de Quintana con un documento notariado invalidado por haber sido firmado y realizado dentro de la residencia diplomática -otro territorio- donde se encuentra Quintana.
Aun desde el refugio otorgado por la residencia diplomática de México y como se ha denunciado en redes sociales, Juan Ramón Quintana estaría escribiendo artículos de crítica -desde noviembre- bajo el seudónimo de "Ernesto Eterno y Ernesto Reyes" en referencia al guerrillero comunista Ernesto "Che" Guevara -de quien es admirador- para páginas como, La Haine, Alainet, Cuba Socialista, La Época y otros de tinte político ultra-izquierdista.[cita requerida]
En agosto de 2020 representantes militares del servicio pasivo, Sof. MTRE Edgar Morales M., Lic. Edwin Castro Poma, Sof 1ro DEPSS Johnny F. Gil Leniz, han solicitado al Gobierno de México la expulsión de Quintana por las investigaciones que se llevan en curso sobre la ex-autoridad, y debido a que este ha sido imputado, además de ser sujeto de investigación por la Corte Penal Internacional (CPI) de La Haya y se ha colectado llamadas telefónicas entre Quintana, sus asesores, directores de entidades como el INE, y los ex vocales del TSE de Bolivia para el “fraude de 2019”, además de ser sospechoso de la organización, coordinación de los actos de violencia que sufrió la población boliviana entre julio y agosto de 2020 y de supuestamente tener como agente de Evo Morales e informante dentro del TSE a su ex-empleado, Daniel Atahuichi Quispe. También el periodista Wilson García ha señalado que Quintana estaría detrás de la fuga de la pareja y presunta víctima de "pederastia" por parte de Morales, "Noemi Meneses", a través de alguno de sus ex-edecanes (Ruring River Covarruvias) que fueron parte de la seguridad de Morales en la pasada gestión.
Recientemente la Procuraduría del Estado ha solicitado a la fiscalía boliviana que impute a Juan Ramón Quintana por el fraude electoral, bajo los cargos de: manipulación informática en procesos electorales, alteración y ocultación de resultados electorales, falsedad material e ideológica y uso indebido de influencias. Esto, tras las investigaciones, pruebas e indicios que lo señalan como uno de los autores principales, junto a Álvaro García Linera, Héctor Zaconeta y Evo Morales Ayma. También se lo acusó de mover hasta Bs. 1.320.000 entre el 11 y 24 de noviembre, fechas en que se dieron varios actos de violencia organizada en Bolivia.
El 1 de noviembre de 2020, Quintana logró que le concedieran una “acción de libertad” interpuesta por su abogado, Martín Daniel Irusta Flores, con lo que se eliminó la orden de aprehensión en su contra.

## Publicaciones
- BoliviaLeaks. La injerencia política de Estados Unidos contra el proceso de cambio (2006-2010) (Ed.). SPC, La Paz, 2016.
- La conquista ciudadana: la experiencia del servicio premilitar de mujeres[201] (Ed.), Ministerio de Defensa Nacional, La Paz, 1998.
- La política de defensa como un bien público: Estado, Fuerzas Armadas y sociedad (Ed.), Ministerio de Defensa Nacional, La Paz, 1999.
- Libros blancos de defensa: concertación política y diseños estratégicos comparados, Ministerio de Defensa, La Paz, 2001.
- Policía y democracia en Bolivia: Una agenda institucional pendiente, Programa de Investigación Estratégica en Bolivia[202] (Coord.), Loreta Telleria; Daniel Atahuichi Quispe; Rosario Pérez Ponce; René Pucho Alejo (Autores), La Paz, 2003.
- Policía en Bolivia: Historia no oficial 1826-1982, Observatorio de Democracia y Seguridad, La Paz, 2012.
- Soldados y ciudadanos. Un estudio crítico sobre el servicio militar obligatorio en Bolivia, Programa de Investigación Estratégica en Bolivia,  La Paz, 1998.
- Un siglo de INTERVENCIÓN de EE. UU. en Bolivia Vols I-V (Ed.);[203][204] J. Axel Arias Jordán; Florencia Tonconi Mamani; Roberto Linares Góngora; Felipe Terán Gezn; Ernesto Bascopé (Autores), La Paz, 2016.